# Раджа Харишчандра
«Раджа Харишчандра» (маратхи: राजा हरिश्चंद्र) — первый полнометражный фильм Индии. Фильм основан на легенде о радже Харишчандре, о котором рассказывается в «Рамаяне» и «Махабхарате».

## Сюжет
Сюжет фильма вращается вокруг раджи Харишчандры, который сначала отрекается от своего царства, а затем от жены и детей, выполняя своё обещание, данное мудрецу Вишвамитре. Однако затем выясняется, что это было испытание, и боги, довольные высокой нравственностью раджи, возвращают ему его былую славу и даруют божественное благословение.